# Igeltjärnen (Folkärna socken, Dalarna)
Igeltjärnen är en sjö i Avesta kommun i Dalarna och ingår i Dalälvens huvudavrinningsområde.